# Szymon Nestorowicz
Szymon Nestorowicz (ur. 1885) – polski rolnik, Sprawiedliwy wśród Narodów Świata.

## Życiorys
Mieszkał z żoną Michaliną oraz dwójką dzieci, Łucją i Stanisławem w Jelnicy okolicach Międzyrzecza Podlaskiego, gdzie prowadził gospodarstwo rolne. Wiosną 1942 r., na prośbę córki, ukrył w swoim gospodarstwie żydowską dziewczynę, Belę Stein (Sztein). Przed okupacją niemiecką dziewczyny były przyjaciółkami. Bela spędzała wakacje w domu Nestorowiczów, a rodzina Steinów utrzymywała z nimi bliskie kontakty. Razem z resztą domowników Nestorowicz opiekował się zbiegłą z międzyrzeckiego getta Belą i ukrywał od maja do października 1942 lub 1943 r., gdy Bela wyjechała z jego synem, Stanisławem, do pracy w Niemczech. Od października 1942 r. pomagał ukrywającym się w bunkrach w lesie rodzicom Beli, Helenie i Siepsielowi Steinom.
19 grudnia 1993 r. Jad Waszem uznał Szymona Nestorowicza za Sprawiedliwego wśród Narodów Świata. Razem z nim uhonorowano także jego żonę, Michalinę Nestorowicz, a także dzieci, Łucję Jurczak i Stanisława Nestorowicza.